# El Pozo, Oxchuc
El Pozo är en ort i Mexiko.   Den ligger i kommunen Oxchuc och delstaten Chiapas, i den sydöstra delen av landet, 800 km öster om huvudstaden Mexico City. El Pozo ligger 1 627 meter över havet och antalet invånare är 126.
Terrängen runt El Pozo är bergig. Runt El Pozo är det ganska glesbefolkat, med 21 invånare per kvadratkilometer. I omgivningarna runt El Pozo växer i huvudsak städsegrön lövskog.